# Erechthias diaphora
Erechthias diaphora là một loài bướm đêm thuộc họ Tineidae. Nó được tìm thấy ở Úc, bao gồm New South Wales, Queensland và Victoria.
Con trưởng thành có cánh trước màu nâu đậm với các dải nhạt dọc rìa.
Ấu trùng sống trong tổ kén làm bằng tơ.